# Wilhelmshaven
Wilhelmshaven é uma cidade independente (em alemão: kreisfreie Stadt) da Alemanha localizada na costa do Mar do Norte no estado da Baixa Saxônia e faz parte da região metropolitana de Bremen/Oldenburg (Metropolregion Bremen/Oldenburg).

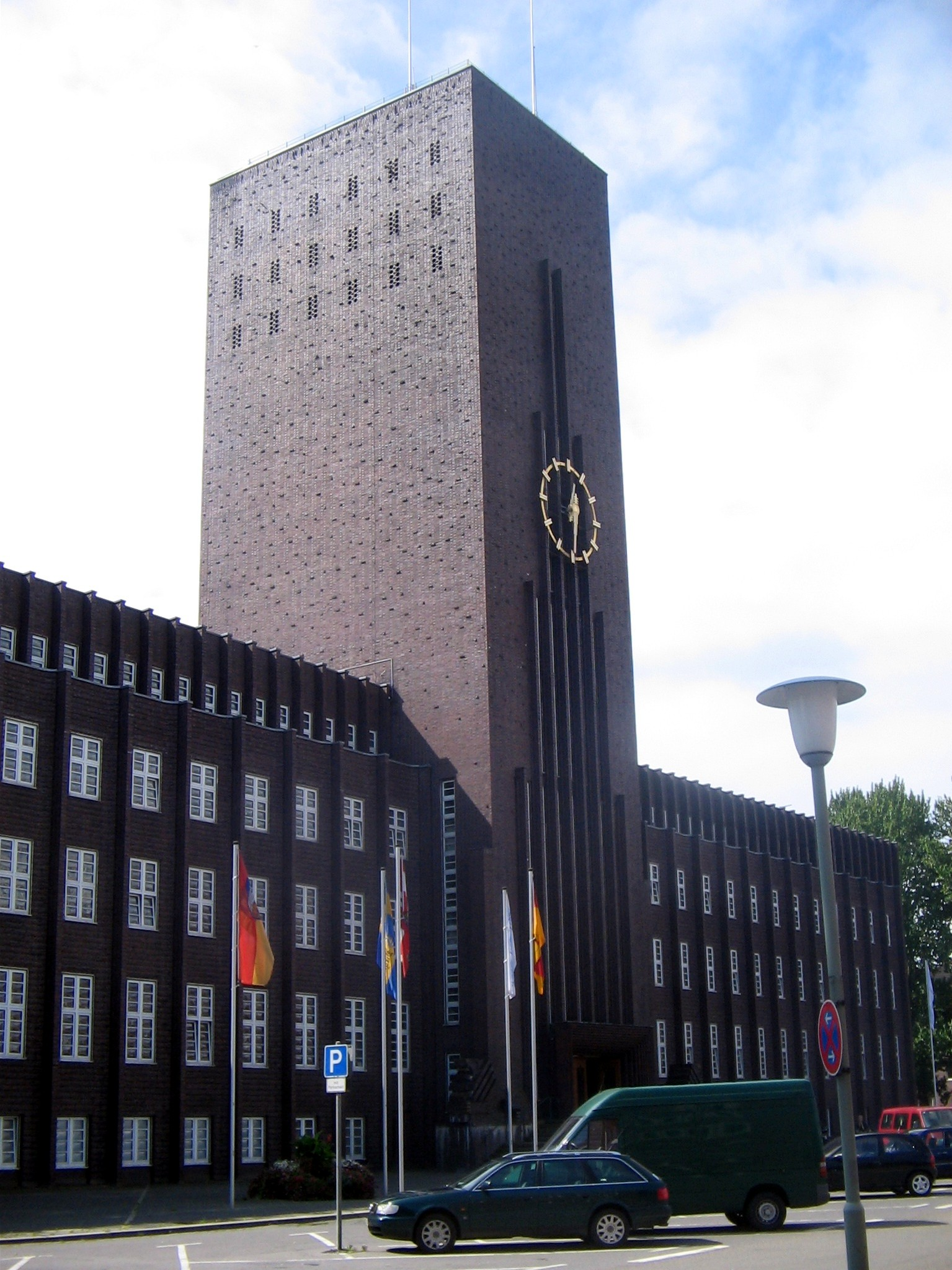
Prefeitura de Wilhelmshaven

Wilhelmshaven é o maior porto alemão para operar produtos a granelo e é o único porto de água profunda para petroleiros de grande calado, sendo responsável por cerca 20% das importações de petróleo anuais da Alemanha. A maior parte da reserva estratégica de petróleo da Alemanha, garantindo um abastecimento mínimo em tempos de emergências, está localizada na região de Wilhelmshaven.
Tradicionalmente, o porto de Wilhelmshaven tem importância militar como base naval para a marinha das Forças Armadas alemã, a Bundeswehr. Em 1869, o Kaiser (Imperador) Guilherme I da Alemanha (Wilhelm I.) deu o nome oficial para a cidade, iniciando o progresso da cidade marítima até os bombardeamentos aliados na Segunda Guerra Mundial, destruindo 60 % do terreno urbanizado da cidade.